# Koebrug

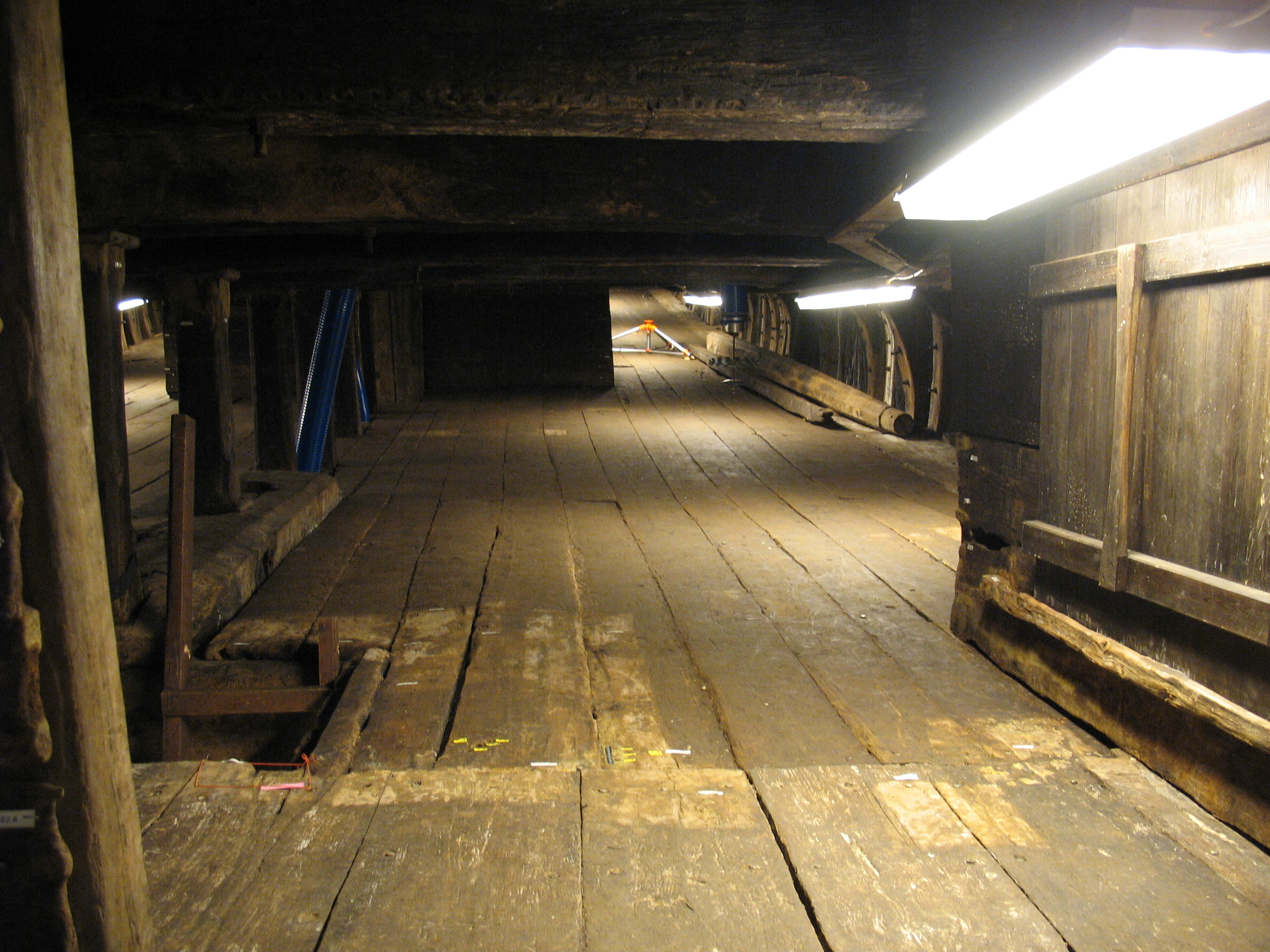
De koebrug Vasa, een zeventiende-eeuws Zweeds oorlogsschip, bekeken in de boegrichting

De koebrug was het laagste dek in een schip boven het laadruim, bijvoorbeeld in grote oorlogsschepen. Het was het dek of een deel van het dek onder de waterlijn waar kabels en trossen werden opgeslagen, oorlogsgewonden werden verpleegd en de bemanning zijn rustplaats had.
De term koebrug wordt nog steeds gebruikt in het maritieme jargon voor het laagste dek van een schip met drie of meer dekken boven het laadruim.

## Gebruik

Langsdoorsnede van een modern schip met (Duitse) benaming van de verschillende dekken. Orlopdeck is het koedek.

Doordat het dek onder de waterlijn lag, was het tijdens een gevecht een van de veiligste plaatsen aan boord. Het dek werd tijdens gevechtsoperaties om die reden niet ontruimd of omgezet. Hutten en kamers werden hier daarom permanent geplaatst en konden zelfs worden gesloten. De koebrug was verdeeld in twee delen. 
Het achterste gedeelte bestond uit hutten waar voorraden achter slot en grendel konden worden gehouden. De betaalmeester kon hier zijn waardevolle of gevaarlijke voorwerpen (vuurwapens) in veiligheid brengen. Ook de kanonnier en de timmerman hadden hun werkplaats in dit deel van het schip. De chirurgijn had er een plaats om zijn medische spullen (medicijnen, instrumenten) op te bergen. Niet elk schip had een chirurg aan boord. Dan was de barbier of de kok verantwoordelijk voor de eerste hulp aan de gewonden. Omdat zij niet konden vechten, en dus niet op de bovendekken mochten komen, werden de gewonden naar hun werkplaatsen in de koebrug gebracht.
Het voorste gedeelte werd gebruikt om belangrijke benodigdheden voor het schip, zoals blokken en verschillende soorten koorden, op te bergen. Net achter dat gedeelte lag het cachot waar men gevangenen opsloot.

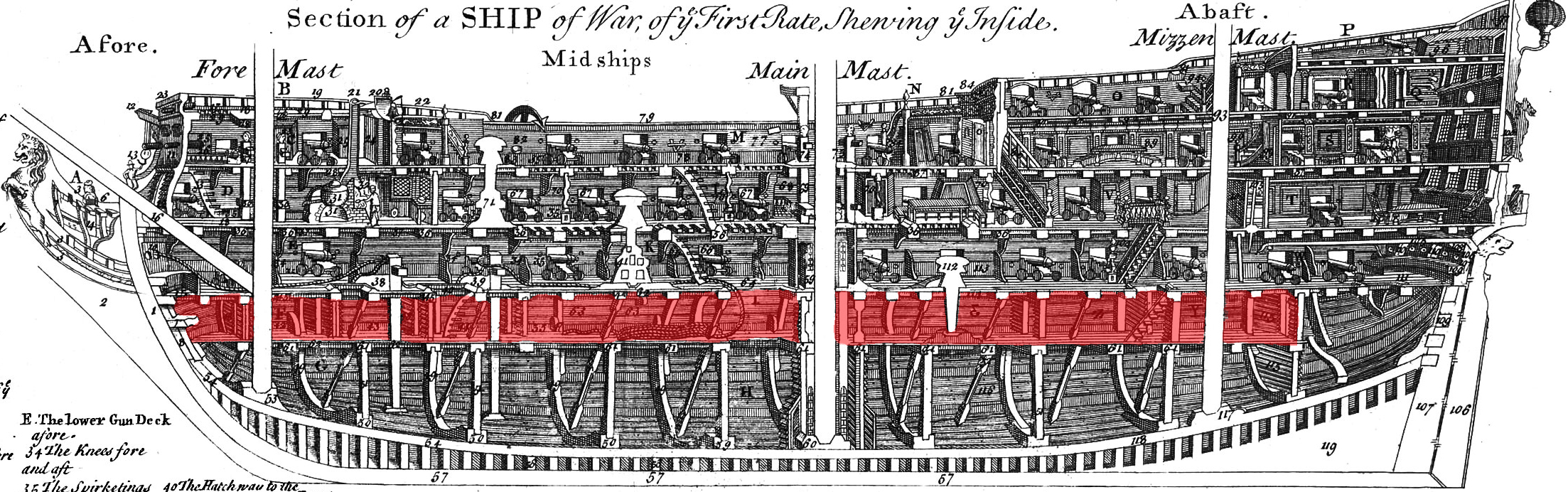
De koebrug van dit oorlogsschip van het jaar 1728 is rood gekleurd op de grafiek.